# McDonnell Douglas DC-9
El Douglas DC-9 es un avión de pasajeros bimotor de corto-medio alcance, desarrollado por Douglas, que se fabricó desde 1965 hasta 1982. Posteriormente evolucionó en una familia de aviones, entre los que destacan el McDonnell Douglas MD-80 y el Boeing 717. 

## Desarrollo y diseño

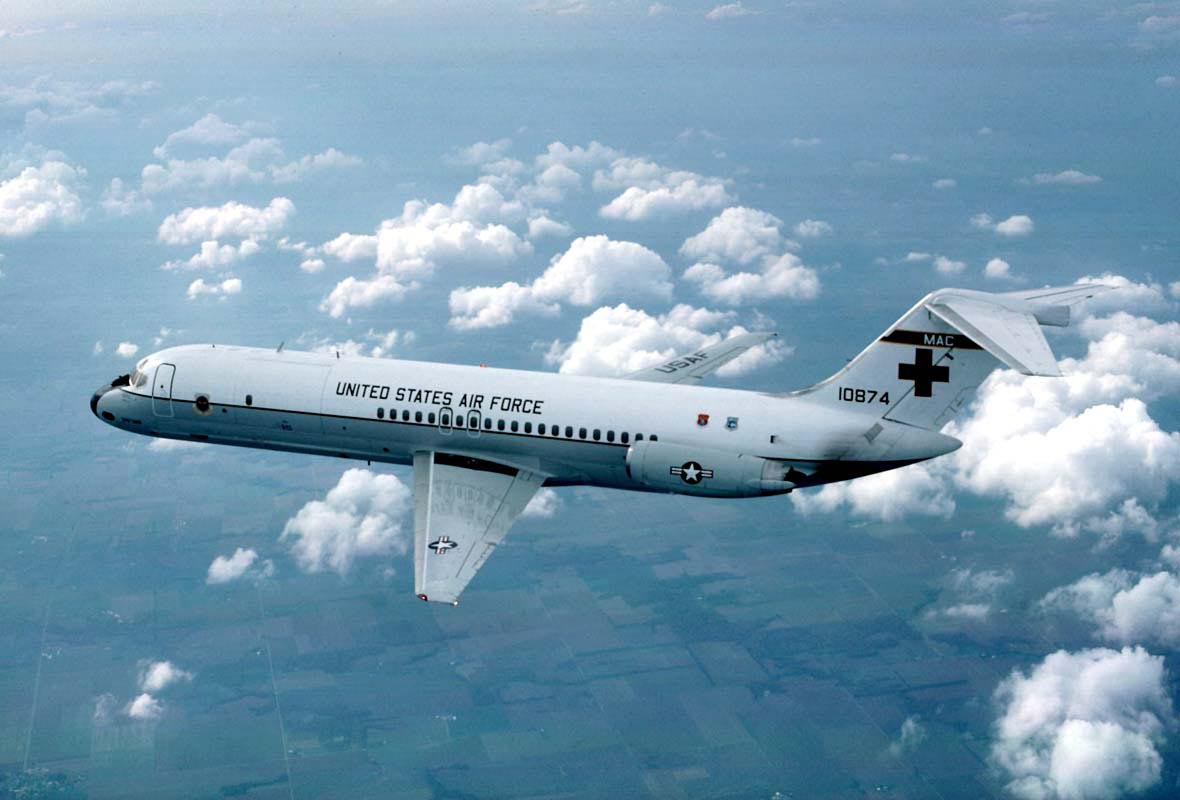
C-9 Nightingale, versión militar de la Fuerza Aérea de Estados Unidos.

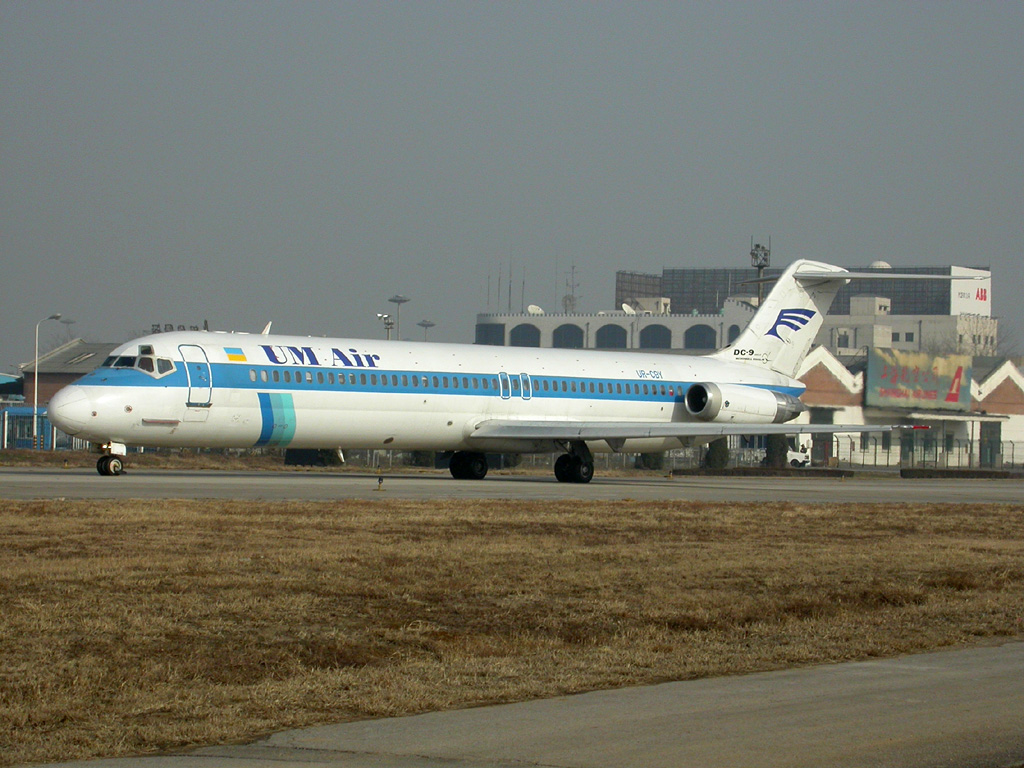
DC-9 de UM Air.

El proyecto comenzó en abril de 1963, con el objetivo de crear un avión de corto alcance que complementara al cuatrimotor de larga distancia DC-8. A diferencia de su mayor competidor, el B727, que usaba, en la medida de lo posible, partes de su hermano mayor, el B707, el DC-9 fue un diseño completamente nuevo. La versión original estaba propulsada por dos motores de cola Pratt & Whitney JT8D, poseía un ala pequeña muy eficiente y cola en T. La versión original podía llevar 80 pasajeros en filas de a 5.
El prototipo voló por primera vez en febrero de 1965, entrando el modelo en servicio comercial a finales de ese año con Delta Air Lines. Se convirtió en un éxito inmediato, construyéndose un total de 976 unidades, hasta que Douglas se fusionó con McDonnell para crear McDonnell Douglas. Tras esto, se desarrollaron la familia McDonnell Douglas MD-80 y McDonnell Douglas MD-90, basándose en el DC-9. Tras la absorción de McDonnell Douglas por parte de Boeing, ésta desarrolló a su vez el B717.

## Variantes

### DC-9-10
La primera versión del DC-9 también es la más pequeña, de tan sólo 27 metros de largo y 41 toneladas de peso. Se fabricaron 137 unidades, todas propulsadas con motores JT8D-5 de Pratt & Whitney. La unidad número 1 estuvo volando en España en 1991 para la extinta compañía chárter Air Sur.

### DC-9-15 y DC-9-20
Ambas versiones son variantes menores de la -10. La -15 tiene mayor capacidad de combustible y de carga, y la -20 usaba motores más potentes y las alas mejoradas de la versión -30. Se fabricaron pocas unidades de ambos.

### DC-9-30

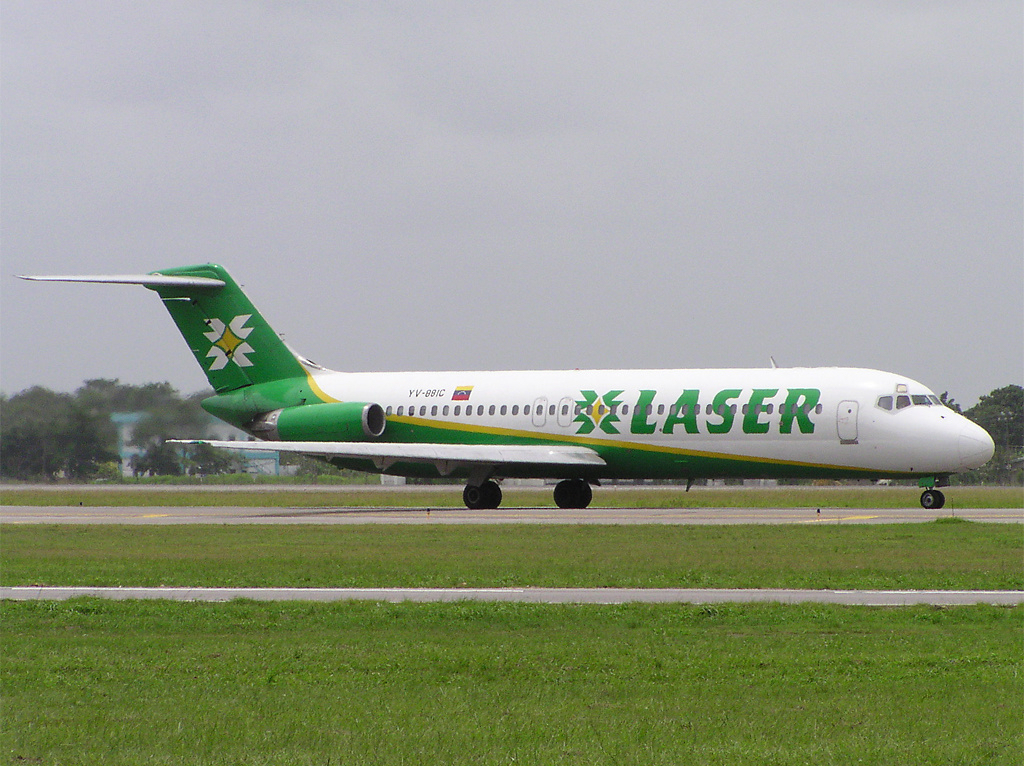
DC-9-32 de Láser.

Fue, con diferencia, la versión que tuvo más éxito, fabricándose 662 unidades. Es 4,5 m más larga que la versión original y posee un metro más de envergadura, lo que hace que el peso aumente hasta las 55 toneladas. Está propulsado por motores JT8D-9 o JT8D-11 de Pratt & Whitney. En 2002 aún permanecían en servicio 380 unidades. 
Algunos modelos han sido convertidos a versiones militares, como la C-9A Nightingale, usada por la Fuerza Aérea de los Estados Unidos para evacuaciones médicas, o la C-9B Skytrain usada por la Armada de los Estados Unidos y los Marines como apoyo logístico, con una compuerta de carga lateral. Estas versiones cuentan con depósitos de combustible adicionales para aumentar el radio de acción en misiones oceánicas, así como detectores de infrarrojos para protegerse de misiles térmicos en ambientes hostiles. 
El Boeing 717 está basado en esta variante. Este modelo ha sido tan exitoso, que algunas aeronaves con más de 40 años de vida han sido adquiridas para dar servicio a líneas aéreas, principalmente las latinoamericanas, tales como Aserca Airlines, Pawa Dominicana y Aeropostal, que tienen aeronaves que habían pertenecido a Northwest Airlines. La versión -30 ha sido la más popular en este modelo. Sobrepasó en su uso al Boeing 737-200.

### DC-9-40
Esta versión alargada entró en servicio en 1968, con SAS. Es 2 m más larga que la versión -30, lo que le permite albergar hasta 125 pasajeros. Está equipada con motores Pratt & Whitney JT8D-9. Se fabricaron 71 unidades.

### DC-9-50
La versión más larga de todas, ya que es 2,5 m más larga que la -40, permitiéndole llevar 139 pasajeros. Entró en servicio en 1975. Además del aumento del tamaño con respecto a anteriores versiones, esta versión incluía gran cantidad de mejoras, como un nuevo diseño interior y motores JT8D-15 o JT8D-17, mucho más silenciosos y potentes, se instalaron strakes en la parte delantera y justo bajo la cabina de mando, a los costados de los motores, mejoras en la eficiencia del ala, slats más extendidos. Se fabricaron 96 unidades. Una mejora posterior de la aeronave sentó las bases del DC-9 Super 80, que más tarde se conocería como la popular serie MD-80.
Delta Air Lines operó este modelo hasta enero de 2014, ya que al absorber a Northwest Airlines, que era la propietaria de este modelo, pasó a ser parte de Delta. También Aeropostal, de Venezuela, llegó a operar este modelo hasta mediados del 2016.

## Operadores

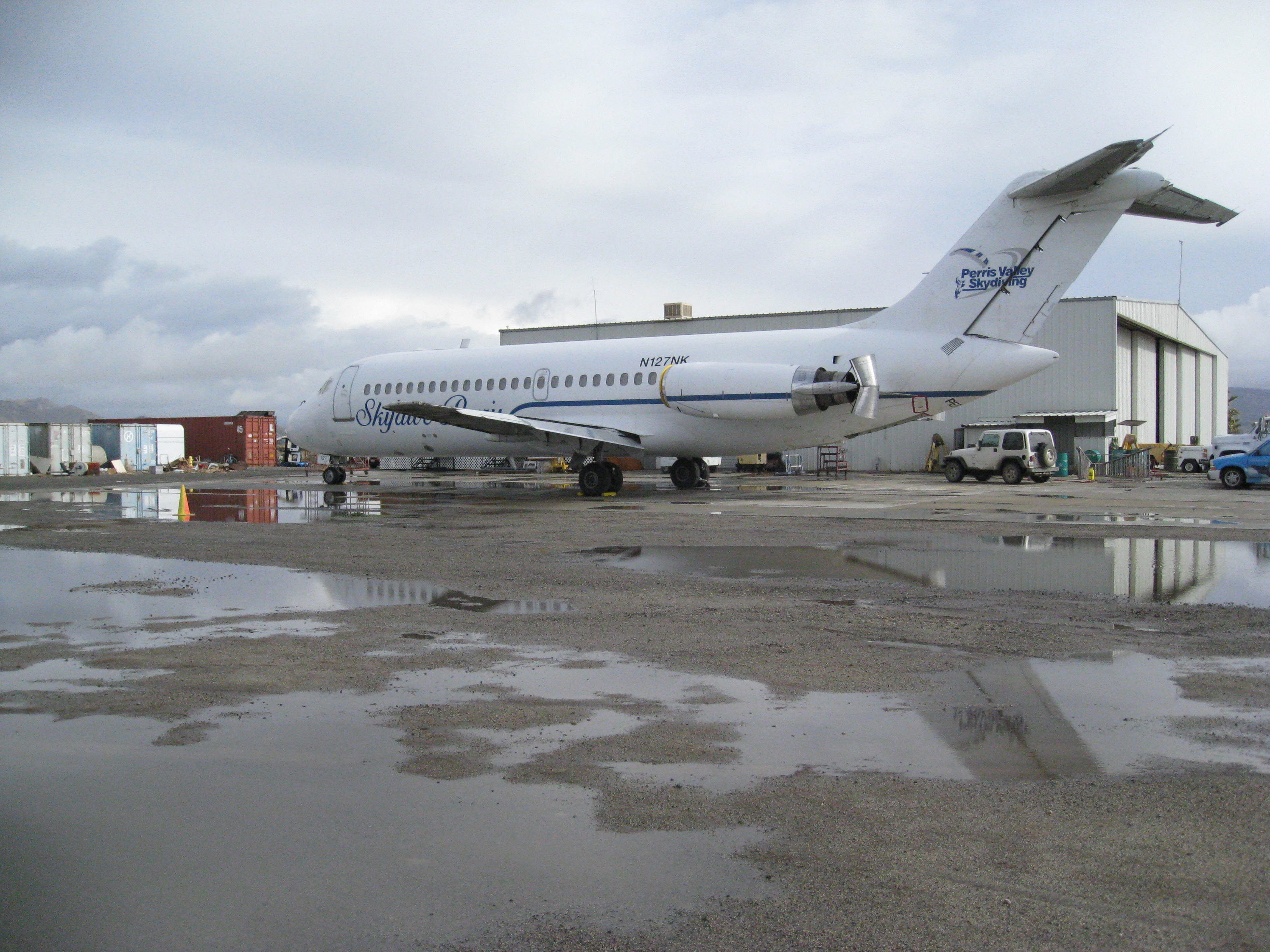
DC-9-21 de Perris Valley Skydiving, con los reversores de empuje desplegados, enero de 2008.

Un total de 77 aviones DC-9 (de todas las versiones) estaban en servicio comercial en enero de 2014. El 14 de julio de 2015 los operadores incluían a USA Jet Airlines (6), Everts Air Cargo (3), Aeronaves TSM (11), LASER Airlines (3), Fly SAX (2), African Express Airways (1), Fly540 (1) y otros con menos aviones. Se estima que menos de 60 DC-9 volaban comercialmente en 2016, operando la mayoría como cargueros.
Un DC-9-21 ex-SAS es operado como plataforma de salto de paracaidistas en el Perris Valley Airport en Perris, California. Con los escalones de la escalera ventral desmontados, es el único reactor de tipo avión de pasajeros certificado hasta la fecha (2016) por la FAA para operaciones de paracaidismo.
 Argentina
- MercadoLibre (2)[7]

 Estados Unidos
- USA Jets Airlines (3)[8]
- US Marines (1)[9]
- Everts Air Cargo (1)[10]
- Raytheon Aircraft Company (1)[11]

 Kenia
- African Express Airways (2)[12]
- Astral Aviation (1)[13]

 México
- Aeronaves TSM (11)[14]

 Sudáfrica
- Phoebus Apollo Aviation (2)[15]

### Antiguos Operadores

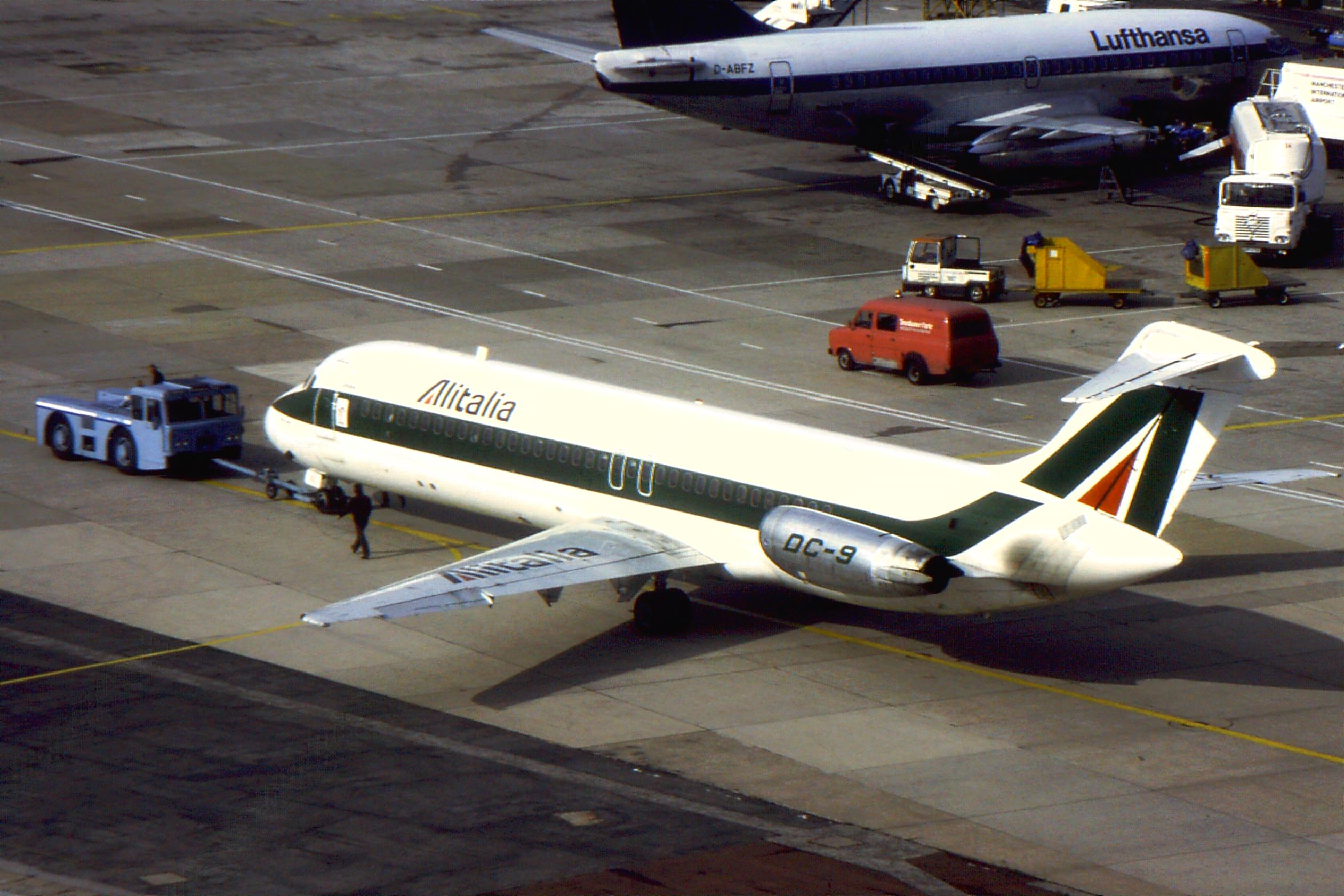
DC-9-30 de Alitalia en el aeropuerto de Mánchester antes de partir hacia Milán.

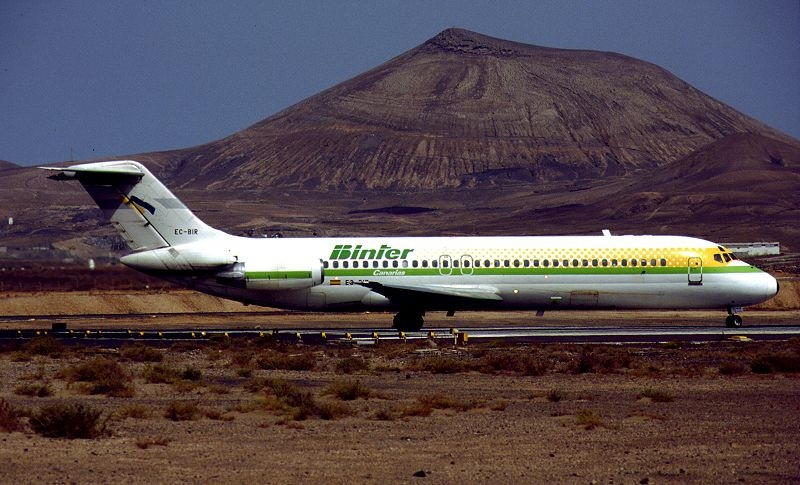
DC-9 alquilado por Binter en Lanzarote en 1997.

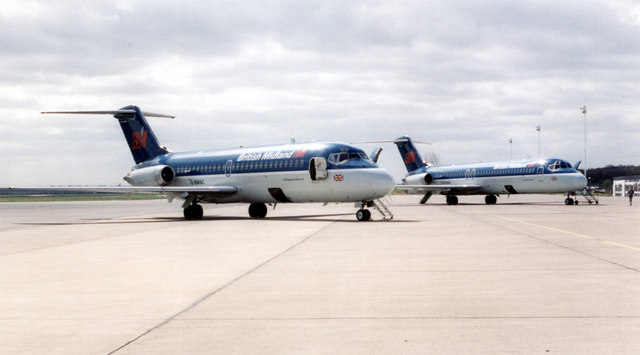
Dos DC-9 de British Midland en el Teesside Airport en 1994.

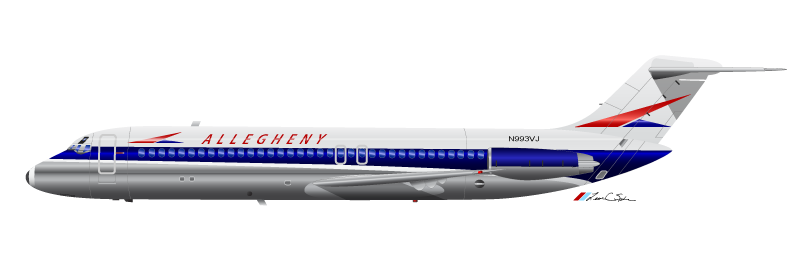
Vista lateral de un DC-9-30 con los colores de Allegheny Airlines, hacia 1970.

#### África
Egipto
- Egyptair (2)[16]

 España
- Binter Canarias (4)[17]

 Kenia
- Fly540 (3)[18]
- Kenya Airways (2)[19]

 Libia
- Ghadames Air Transport (2)[20]

 Sudáfrica
- Global Aviation (15)[21]
- Gryphon Airlines (1)[22]

 Tanzania
- Air Tanzania (1)[23]

#### América
Argentina
- Austral Líneas Aéreas (14)[24]

 Canadá
- Air Canada (64)[25]

 Colombia
- Aero República (10)[26]
- Líneas Aéreas Suramericanas (2)[27]

 Estados Unidos
- Delta Air Lines (162)[28]
- ABX Air (74)[29]
- Spirit Airlines (18)[30]
- Southeast Airlines (8)[31]
- Dynamic Aviation (4)[32]
- Allegiant Air (4)[33]
- Kalitta Charters II (3)[34]
- United Nations (2)[35]
- Ryan International Airlines (1)[36]
- National Nuclear Security Administration (1)[37]
- Roundball LLC (Detroit Pistons) (1)[38]

 Islas Caimán
- Cayman Airways (2)[39]

 Panamá
- Air Panama Internacional (1)[40]

 Surinam
- Surinam Airways (1)[41]

 Venezuela
- LASER Airlines (6)[42]

#### Asia
Arabia Saudita
- Saudia (3)[43]

 Corea del Sur
- Korean Air (2)[44]

 Filipinas
- Cebu Pacific Air (19)[45]

 Indonesia
- Garuda Indonesia (25)[46]

 Irán
- Iran Air (1)[47]

 Tailandia
- Thai Airways (2)[48]

#### Europa
Austria
- Austrian Airlines (15)[49]

 Eslovenia
- Adria Airways (5)[50]

 España
- Aviaco (33)[51]
- Iberia (50)[52]

 Italia
- Alitalia (46)[53]

 Malta
- Air Malta (1)[54]

 Países Bajos
- KLM (25)[55]

 Reino Unido
- British Midland (18)[56]

 Suecia
- Scandinavian Airlines System (71)[57]

 Turquía
- Turkish Airlines (11)[58]

#### Oceanía
Estados Unidos
- Hawaiian Airlines (38)[59]

 Vanuatu
- Air Vanuatu (1)[60]

## Accidentes e incidentes

Vuelo 498 de Aeroméxico

- El 1 de octubre de 1966, el vuelo 956 de West Coast Airlines se estrelló con 18 muertos y ningún superviviente. Fue el primer accidente de un DC-9.
- El 9 de marzo de 1967, el vuelo 553 de TWA cayó a tierra en un campo en Concord Township, cerca de Urbana, Ohio, después de una colisión en el aire con un Beechcraft Baron, un accidente que provocó cambios sustanciales en los procedimientos del control del tráfico aéreo. Las 25 personas a bordo del DC-9 murieron.
- El 16 de marzo de 1969, el vuelo 742 de Viasa, un DC-9-32, se estrelló entre la Urbanización La Trinidad y el barrio Ziruma, poco después de despegar del Aeropuerto Grano de Oro en Maracaibo, estado Zulia. Los 84 ocupantes del avión y 71 personas en tierra fallecieron en este accidente. 100 personas en tierra resultaron heridas de gravedad. Las causas del accidente nunca se determinaron, pues se le atribuyeron como factores la poca longitud de la pista del Aeropuerto Grano de Oro, el exceso de equipaje, combustible y pasajeros del avión y el error del piloto.
- El 9 de septiembre de 1969, el vuelo 853 de Allegheny Airlines, un DC-9-31, chocó en el aire con un Piper PA-28 Cherokee cerca de Fairland, Indiana. El DC-9 llevaba a 78 pasajeros y 4 tripulantes, el Piper un piloto. Los ocupantes de ambas aeronaves murieron.
- El 15 de febrero de 1970, a las 8:30 p. m., un DC-9-32 de Dominicana de Aviación, que salía del Aeropuerto Internacional de las Américas en Santo Domingo, que cubría la ruta Santo Domingo-San Juan, Puerto Rico, se precipitó al océano después de despegar de Santo Domingo, cuando falló el motor N.º 1 y, al intentar el piloto dar la vuelta para un aterrizaje de emergencia, falla también el motor N.º 2, y en ese instante la aeronave pierde todo tipo de control y cae al mar, muriendo sus 97 pasajeros y 5 tripulantes. Las causas del accidente fueron atribuidas al fallo de los motores, al tener combustible contaminado con agua (lo que provocó un apagón de llama).
- El 14 de noviembre de 1970, el vuelo 932 de Southern Airways, se estrelló en una colina cerca del Aeropuerto Triestatal en Huntington, Virginia Occidental. Los 75 ocupantes a bordo murieron (incluyendo 37 miembros del equipo de fútbol de la Universidad de Marshall Thundering Herd, ocho miembros del cuerpo técnico, 25 refuerzos, y otros).
- El 6 de junio de 1971, el vuelo 706 de Hughes Airwest, un DC-9-31, chocó por con un F-4 Phantom II del Cuerpo de Marines de los Estados Unidos sobre la Sierra de San Gabriel. El único superviviente de la colisión fue el oficial de radar del Phantom, que se expulsa a tiempo, mientras que el piloto no pudo hacerlo. 49 personas perdieron la vida.
- El 26 de enero de 1972, el vuelo 367 de JAT, en un vuelo de Copenhague a Belgrado, un DC-9-32, registro YU-AHT, explosionó en pleno vuelo debido a una bomba colocada a bordo. La única superviviente fue una asistente de vuelo, Vesna Vulović, que tiene el récord de la caída más larga del mundo sin un paracaídas, cuando cayó de unos 33 000 pies (10 000 m) dentro de la sección de cola del avión y sobrevivió.
- El 19 de marzo de 1972, el vuelo 763 de EgyptAir se estrelló contra las montañas Shamsan durante la aproximación a Adén en Yemen. Murieron los 21 pasajeros y los nueve tripulantes a bordo.
- El 5 de marzo de 1973, un DC-9-32 de Iberia chocó en vuelo con un Convair 990 de Spantax, en las proximidades de la ciudad francesa de Nantes.[61]
- El 31 de julio de 1973, el vuelo 723 de Delta Air Lines, DC-9-31 con matrícula N975NE, se estrelló contra un dique en el Aeropuerto Internacional Logan en Boston, Massachusetts, muriendo los 83 pasajeros y 6 miembros de la tripulación a bordo. Uno de los pasajeros inicialmente sobrevivió el accidente, pero murió más tarde en un hospital.
- El 22 de diciembre de 1974, un DC-9-14 se estrelló poco después de despegar de Maturín, Monagas-Venezuela, por fallo en ambos motores. Murieron 77 personas entre pasajeros y tripulación.
- El 4 de abril de 1977, el vuelo 242 de Southern Airways, un DC-9-31, sufrió una apagón en los motores debido a la ingestión de granizo y agua, y aterrizó en una carretera rural de New Hope, Georgia, pero fracasó. Al aterrizar, golpeó un poste de electricidad y una gasolinera, matando a 63 pasajeros y 9 personas en tierra. Se determinó como causas del accidente la falta de información meteorológica adecuada para la tripulación, y el fallo del radar a bordo del avión, además de la ingesta de granizo y agua por los motores.
- El 27 de junio de 1980, el vuelo 870 de Aerolinee Itavia se estrelló en el mar Tirreno por una bomba puesta en el lavabo, según una investigación de 1994. Antes de esa conclusión se había determinado que la causa había sido un misil.
- El 2 de junio de 1983, el vuelo 797 de Air Canada, un DC-9-32, se incendió en pleno vuelo mientras cubría la ruta Dallas-Fort Worth-Montreal, aterrizando de emergencia en el Aeropuerto Internacional de Cincinnati. 23 personas a bordo murieron y 16 resultaron heridas. La causa del accidente fue atribuida a una reparación en la parte trasera de la aeronave siniestrada.
- El 7 de diciembre de 1983, el vuelo 350 de Iberia colisionó con el vuelo 134 de Aviaco, un DC-9 llamado Vasco Núñez de Balboa, en el Aeropuerto de Barajas en Madrid. Todos sus ocupantes fallecieron en el accidente, mientras que 42 personas del vuelo 350 sobrevivieron. La causa del accidente fue atribuida a la neblina el día del accidente y a error humano.
- El 31 de agosto de 1986, el vuelo 498 de Aeroméxico, un DC-9-32 llamado Hermosillo, se estrella en la comunidad de Cerritos-Los Ángeles, tras colisionar con una avioneta Piper Cheokee PA-28 Archer. Los 64 pasajeros del DC-9, los 3 tripulantes de la avioneta, así como 12 personas en tierra, fallecieron. Los investigadores de la NTSB, determinaron que los pilotos de Aeroméxico no tenían ninguna culpa al respecto, y que el único responsable del accidente era la avioneta que estaba invadiendo un espacio aéreo controlado por el Aeropuerto Internacional de los Ángeles.
- El 4 de marzo de 1991, el vuelo 108 de Aeropostal, un DC-9-32 de matrícula YV-23C, se estrelló en el Páramo de Los Torres, en el estado de Trujillo, tras despegar del Aeropuerto Internacional de La Chinita de Maracaibo, con destino a Santa Bárbara del Zulia. Murieron sus 45 pasajeros y la causa del accidente fue un error de los pilotos, al utilizar una ruta inapropiada (la del páramo).
- El vuelo 256 de Intercontinental de Aviación era un vuelo programado el 11 de enero de 1995 desde Bogotá hasta la isla de San Andrés, con escala en Cartagena, Colombia. El vuelo estaba programado para partir a las 12:10, pero se retrasó por una falla mecánica. El vuelo finalmente despegó a las 18:30 horas. A las 19:34, durante la aproximación a Cartagena, el vuelo fue autorizado a descender a 8000 pies; tres minutos después el controlador de tráfico aéreo trató de comunicarse con la aeronave sin obtener respuesta. Once minutos después de la última transmisión del vuelo, un Cessna 208 que se encontraba en la zona confirmó al controlador que el DC-9 se había estrellado en la Ciénaga El Playón, a 56 km del aeropuerto de Cartagena. El avión se encontraba en actitud de descenso al momento del impacto, el cual se dio cuando el ala izquierda rozó un árbol, tras lo cual la aeronave alcanzó a volar 200 metros más antes de estrellarse contra un dique, lo que produjo la desintegración y posterior explosión de la misma. Los servicios de emergencia llegaron a la zona dos horas después del siniestro, encontrando como única superviviente a Érika Delgado, de 9 años. La investigación realizada por la Aerocivil, dificultada por la ausencia de datos en el registrador de voz del vuelo, encontró que el accidente se produjo como consecuencia de la falla del altímetro uno y la falta de luz en el altímetro dos de la aeronave, lo que desorientó a los pilotos y les hizo perder consciencia situacional, hecho agravado por la falta de radar en el área en donde se encontraba el avión y por un aparente uso del vuelo 256 como vuelo de entrenamiento por parte del copiloto, acto asistido por el capitán, pero no autorizado por la compañía.
- El 11 de mayo de 1996, el vuelo 592 de ValuJet se estrelló en los pantanos de Everglades en Florida, debido al incendio de botellas de oxígeno (para las máscaras) caducadas, desintegrándose al hacer contacto con el agua de poca profundidad y suelo rocoso. Fallecieron 5 miembros de la tripulación y 105 pasajeros a bordo. Los investigadores presumen que en el impacto los pasajeros y tripulantes iban inconscientes por el humo existente a bordo del avión.
- El 10 de octubre de 1997, el vuelo 2553 de Austral Líneas Aéreas, un DC-9-32, matrícula LV-WEG, se precipitó a tierra en Fray Bentos, Uruguay. Como resultado de este accidente, 74 personas fallecieron. De acuerdo a la investigación realizada por las Fuerzas Aéreas Argentina y Uruguaya, el tubo de Pitot se habría congelado al atravesar una nube y no habrían funcionado ni los mecanismos de descongelamiento ni la alarma que previene de la situación (grave irregularidad en el mantenimiento de la aeronave, que llevó a múltiples cuestionamientos a la administración de la aviación civil argentina, de la que era responsable la Fuerza Aérea Argentina en el momento del accidente). Al desplegar los slats, uno de éstos se desprendió, dado que mientras el indicador de velocidad marcaba una velocidad en descenso, en realidad los pilotos habían subido la potencia hasta llegar a los 1100 km/h, muy por arriba de la velocidad de crucero de este tipo de avión. En plena caída, la caja negra registró un aumento de velocidad de 300 a 800 km/h en tres segundos, lo cual solo puede indicar un repentino descongelamiento del tubo de Pitot. Se estima que el avión cayó perpendicularmente a una velocidad de 1200 km/h (Mach 1), dejando un cráter de 70 metros de largo y 10 de profundidad con una fuerza de, probablemente, 5000 G.
- El 9 de noviembre de 1999, el vuelo 725 de TAESA, un DC-9-31 que realizaba la ruta Tijuana-México con escala en Uruapan, Michoacán, se estrelló unos minutos después de haber despegado del Aeropuerto de Uruapan, dirigiéndose al Aeropuerto Internacional de la Ciudad de México. Dieciocho personas murieron en este accidente. La causa se atribuyó al desprendimiento de uno de los slats del avión.
- El 15 de abril de 2008, el vuelo 122 de Hewa Bora se sale de la pista al despegar de Goma, en la República Democrática del Congo, con más de cien víctimas.
- El 8 de julio de 2008, el vuelo 199 de USA Jet Airlines, un DC-9-15F (N199US), se estrelló en una carretera mientras se aproximaba al Aeropuerto Internacional de Saltillo, México, durante un vuelo programado de carga desde los Estados Unidos. La Junta Nacional de Seguridad en el Transporte (NTSB), que confirmó la muerte del piloto, informó que no hubo personas heridas en el suelo. El copiloto sufrió quemaduras graves.[62]
- El 26 de septiembre de 2011, el vuelo 342 de Aeropostal, un DC-9-50 matrícula YV-136T, había partido del Aeropuerto Internacional de Maiquetía Simón Bolívar, cuando se deprendieron ambas turbinas en un aterrizaje brusco en el Aeropuerto Internacional Manuel Piar; los 125 pasajeros y 6 tripulantes a bordo salieron ilesos. Cabe destacar que dicho avión tenía 35 años de servicio.[63]

## Especificaciones

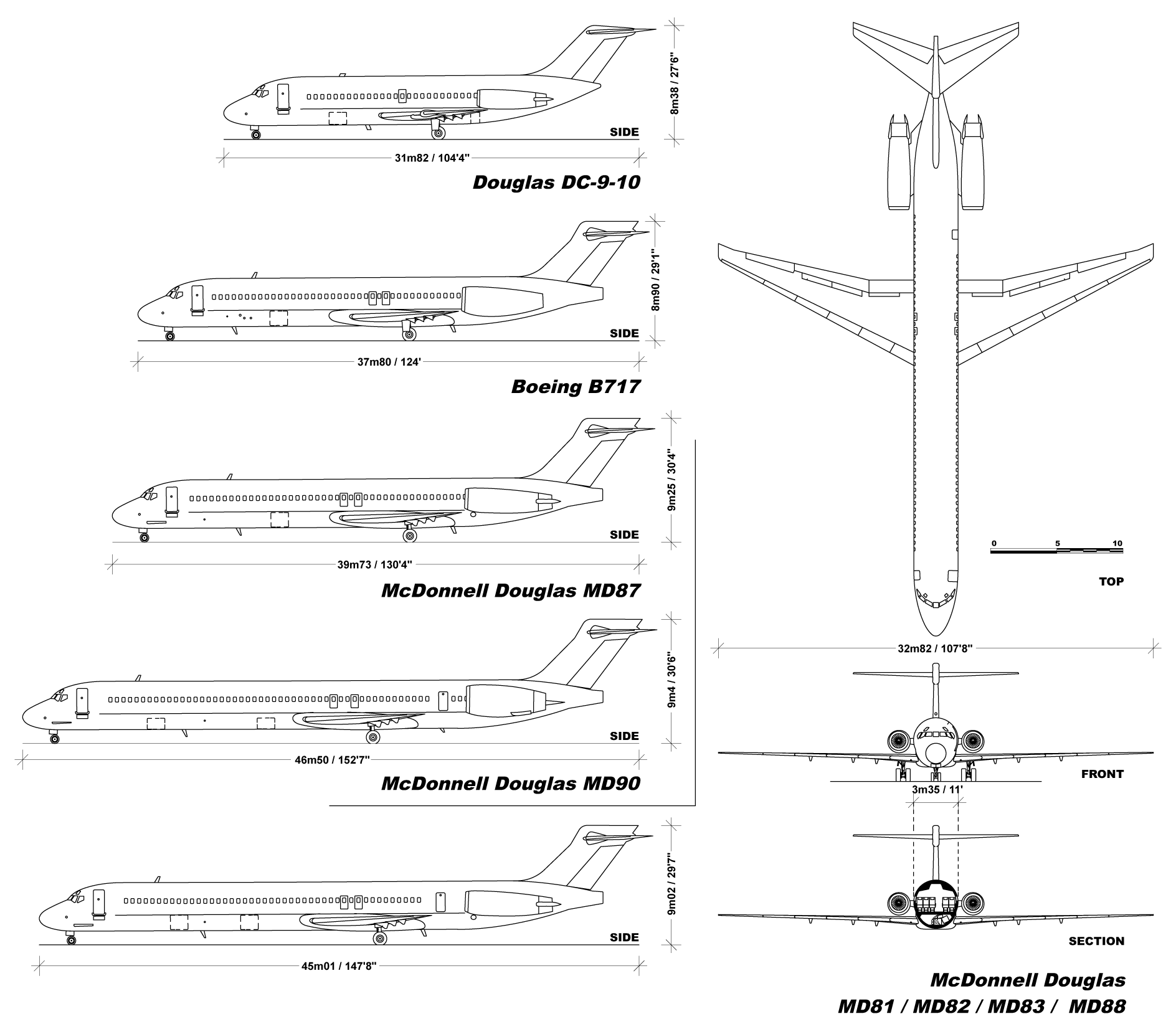
Comparación de McDonnell Douglas DC-9, Boeing 717, y diferentes derivados del McDonnell Douglas MD-80.

| Versión o variante                      | DC-9-10            | DC-9-20            | DC-9-30                   | DC-9-40                   | DC-9-50            |
| --------------------------------------- | ------------------ | ------------------ | ------------------------- | ------------------------- | ------------------ |
| Pasajeros (1 clase)                     | 90                 | 90                 | 115                       | 125                       | 135                |
| Peso máximo de despegue                 | 41 100 kg          | 44 500 kg          | 50 000 kg                 | 51 700 kg                 | 55 000 kg          |
| Autonomía máxima                        | 1265 nmi (2340 km) | 1850 nmi (3430 km) | 1635 nmi (3030 km)        | 1685 nmi (3120 km)        | 1635 nmi (3030 km) |
| Velocidad crucero                       | 903 km/h           | 896 km/h           | 917 km/h                  | 917 km/h                  | 898 km/h           |
| Longitud                                | 31,82 m            | 31,82 m            | 36,37 m                   | 38,28 m                   | 40,72 m            |
| Envergadura                             | 27,25 m            | 28,47 m            | 28,47 m                   | 28,47 m                   | 28,47 m            |
| Altura (al nivel de la cola)            | 8,38 m             | 8,38 m             | 8,38 m                    | 8,38 m                    | 8,38 m             |
| Ancho externo del fuselaje              | 3,34 m             | 3,34 m             | 3,34 m                    | 3,34 m                    | 3,34 m             |
| Ancho interno de la cabina de pasajeros | 3,14 m             | 3,14 m             | 3,14 m                    | 3,14 m                    | 3,14 m             |
| Altura externa del fuselaje             | 3,6 m              | 3,6 m              | 3,6 m                     | 3,6 m                     | 3,6 m              |
| Altura interna de la cabina             | 2,06 m             | 2,06 m             | 2,06 m                    | 2,06 m                    | 2,06 m             |
| Motorización (2x)                       | P&W JT8D-5 o -7    | P&W JT8D-11        | P&W JT8D-7, -9, -11 o -15 | P&W JT8D-7, -9, -11 o -15 | P&W JT8D-15 o -17  |
| Empuje por motor                        | 62,3 kN            | 66,7 kN            | 68,9 kN                   | 68,9 kN                   | 71,2 kN            |

- Fuente: Especificaciones del Douglas DC-9, en el sitio web de Boeing.

## Aeronaves relacionadas

### Desarrollos relacionados
- McDonnell Douglas C-9
- McDonnell Douglas MD-80
- McDonnell Douglas MD-90
- Boeing 717

### Aeronaves similares
- Comac ARJ21
- Boeing 727
- Boeing 737
- Sud Aviation Caravelle
- Fokker F28
- BAC 1-11
- Tupolev Tu-134
- Ilyushin Il-62

### Secuencias de designación
- Aviones comerciales de Douglas Aircraft Company: Dolphin - DC-1 - DC-2 - DC-3 - DC-4 - DC-4E - DC-5 - DC-6 - DC-7 - DC-8 - DC-9 - DC-10